# Александров, Михаил Петрович
Михаи́л Петро́вич Алекса́ндров (3 октября 1908, Казань — 31 декабря 1986) — Герой Социалистического Труда.

## Биография
Родился в Казани. Окончил лесотехнический институт в 1931 году, впоследствии работал в лесозаготовительной промышленности Иркутской области: инженер проектной конторы «Востсиблеспром», инженер-проектировщик треста «Востсиблес», технорук Тальцинского мехлеспункта, заместитель начальника отдела и на других должностях в тресте «Востсиблес». В июле 1941 года призван в Красную Армию. С 1946 года — начальник производственно-технического отдела, главный инженер треста, начальник треста «Востсиблес», начальник предприятия лесопромышленного комплекса «Иркутсклес». Впоследствии — начальник Управления лесной промышленности, начальник Управления лесной промышленности и лесного хозяйства Иркутского СНХ, заместитель председателя СНХ Иркутского, Восточно-Сибирского экономического административного района, первый заместитель начальника Союзглавлеса Государственного комитета Совета Министров СССР по материально-техническому снабжению.

### Трудовой подвиг
Добился впечатляющих успехов в трудовой деятельности. За это в 1957 году был удостоен звания Героя Социалистического Труда.

## Награды
- Медаль «Серп и Молот»
- Орден Ленина
- Орден Отечественной войны II степени[2]